# Mučkapskij rajon
Il Mučkapskij rajon (in russo Мучкапский район?) è un rajon dell'Oblast' di Tambov, nella Russia europea; il capoluogo è Mučkapskij. Istituito nel 1928, ricopre una superficie di 1.180 chilometri quadrati e consta di una popolazione di circa 16.000 abitanti.